# 火星侦察轨道器

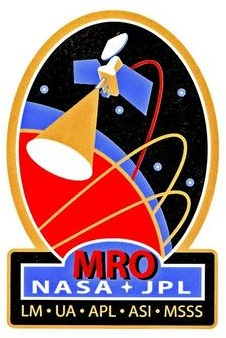
任務徽章

火星勘测轨道飞行器（英語：Mars Reconnaissance Orbiter，縮寫：MRO）是美国国家航空航天局的2005年火星探测计划之一。这项计划的主要目的是将一枚侦察卫星送往火星，以前所未有的分辨率对火星这颗红色行星进行详细考察，並且為往後的火星地表任務尋找適合的登陸地點，同時為這些任務提供高速的通訊傳遞功能。這項計畫預計將在火星軌道運行至少四年，並且成為火星的第三個正在使用中的人造衛星（前二個為火星快車號、2001火星奧德賽號）與第五個正在使用中的火星探測器（三個衛星加上兩台火星探測漫游者）。

## 概述
火星偵察軌道器主要科學目標為：
- 觀察火星目前的氣候，特別是大氣環流和季節變化。
- 尋找過去和現在水存在的跡象，並了解其如何改變火星表面的。
- 調查火星地貌的營力。

火星偵察軌道器另有2個支援任務：
- 火星表面探測器與地球通訊中繼服務。
- 火星表面探測器著陸地選擇。[2]

## 發射與航向火星
火星偵察軌道器於2005年8月12日發射升空。在8月10日到8月30日之間，幾乎每天都有一個長度約兩小時的發射窗口。軌道器是由卡那維爾角空軍基地的41號太空發射台發射發射進入太空，載具由擎天神五號運載火箭火箭與人馬座上段推進器所組成。發射五十六分鐘之後人馬座上段推進器燃燒完畢，將火星偵察軌道器送入前往火星的軌道中。
在到達火星之前，火星偵察軌道器在行星間航行了七個半月，而在這段期間內NASA對其所搭載的科學儀器與預計進行的實驗進行了多項測試與校正工作；同時在這段期間內，為了確保火星偵察軌道器可以正確進入繞行火星的軌道，原本預計進行四次軌道修正，但最後僅實施三次軌道修正，科學家認為不需要進行第四次修正；同時，原本被視為緊急應變方案的第五次軌道修正最後也沒有實施。

### 發射與航向火星的時間表

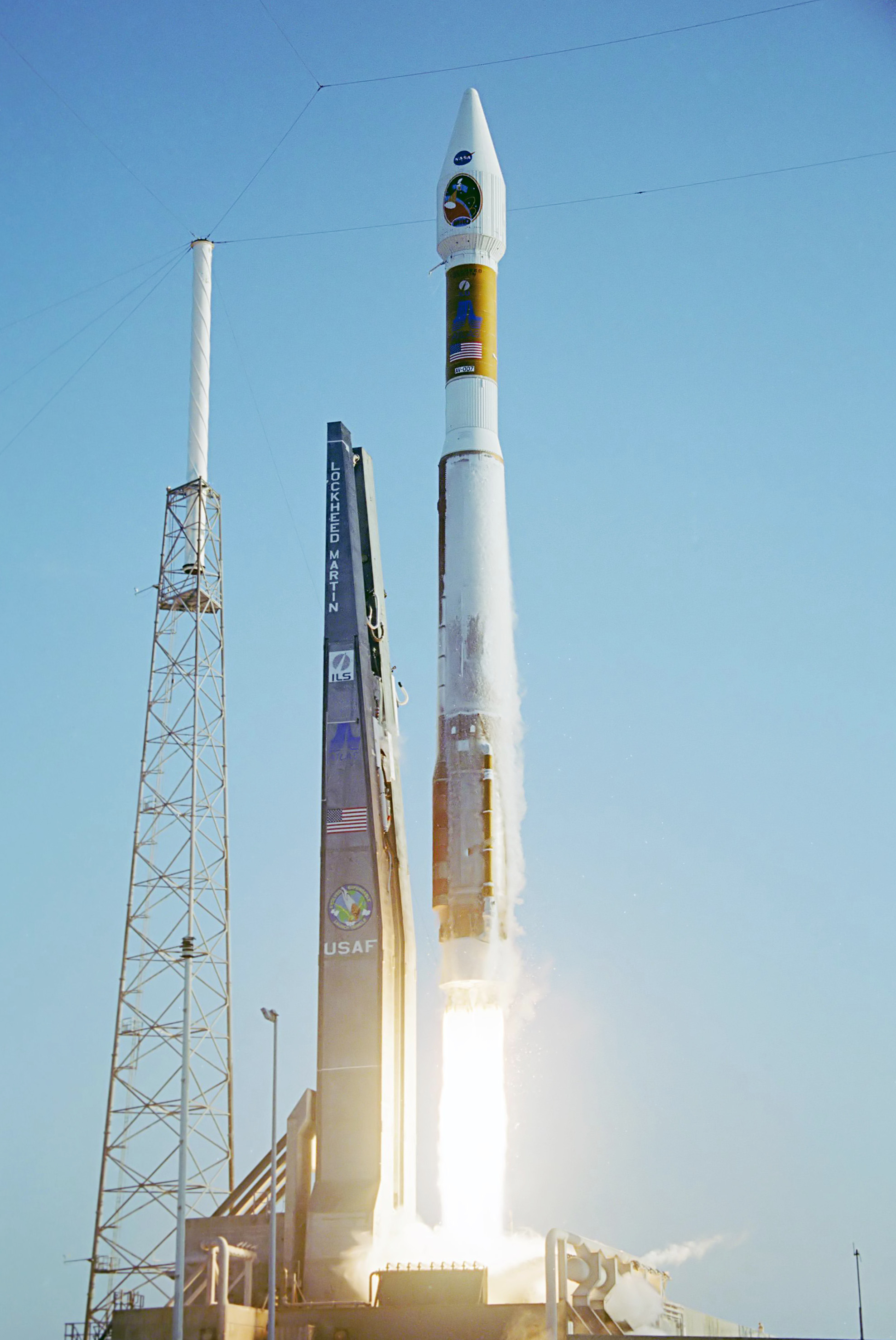
2005年8月12日11點43分00秒(格林威治標準時)，MRO乘坐擎天神五號運載火箭发射升空

- 2005年4月30日：火星偵察軌道器送達發射地點。
- 2005年8月9日：由於Atlas-V火箭的陀螺儀可靠度問題，8月10日的發射機會往後順延。
- 2005年8月10日：陀螺儀的問題已被解決。預計發射時間為美國東部時間8月11日早上7:50。
- 2005年8月11日：由於天候考量，發射時間往後順延至早上9:00，但在裝填人馬座火箭的液化氫燃料時由於燃料槽偵測器數值發生錯誤，且無法即時修正，導致發射時間再度順延至美國東部時間8月12日早上7:43。
- 2005年8月12日：早上7:43順利發射升空。在發射與準備進入行星軌道的過程中並未發生任何異常狀況。
- 2005年8月15日：對MARCI進行測試與校正。
- 2005年8月25日：在UTC下午3:19:32時，火星偵察軌道器進入離火星一億公里的地方。
- 2005年8月27日：進行第一次軌道修正。軌道器的主推進引擎燃燒了15秒鐘，進行每秒鐘7.8公尺的速度修正。
- 2005年9月8日：對HiRISE與CTX進行修正與測試，並且在離月球一千萬公里的地方拍下了月球的照片。
- 2005年11月18日：進行第二次軌道修正。軌道器的六個輔助引擎燃燒了20秒，進行每秒鐘75公分的速度修正。
- 2006年1月29日：在UTC下午3:19:32時，火星偵察軌道器進入離火星一千萬公里的地方。
- 2006年2月3日：軌道器開始進行火星接近作業。
- 2006年3月10日：進入火星軌道，並且預計在接下來的數週內降低軌道高度以進行科學觀測計畫。

## 科學研究作業與延伸任務
2006年3月24日，美國太空總署下属的喷气推进实验室公布了火星偵察軌道器发回的火星表面第一批由CTX與MCI所拍攝的高清晰照片。这次拍摄尽管以校准相机为目的，却证明了飞船的探测能力。
從2006年11月開始，火星偵察軌道器將會在兩個地球年的時間之內進行各項科學研究作業，之後的延伸任務將會包括為登陸器與探測車進行通訊與導航資訊傳遞。
2007年2月7日，美國太空總署说，火星勘测轨道飞行器的高清晰成像科学实验照相机和火星气候探测器出现技术故障。

## 仪器

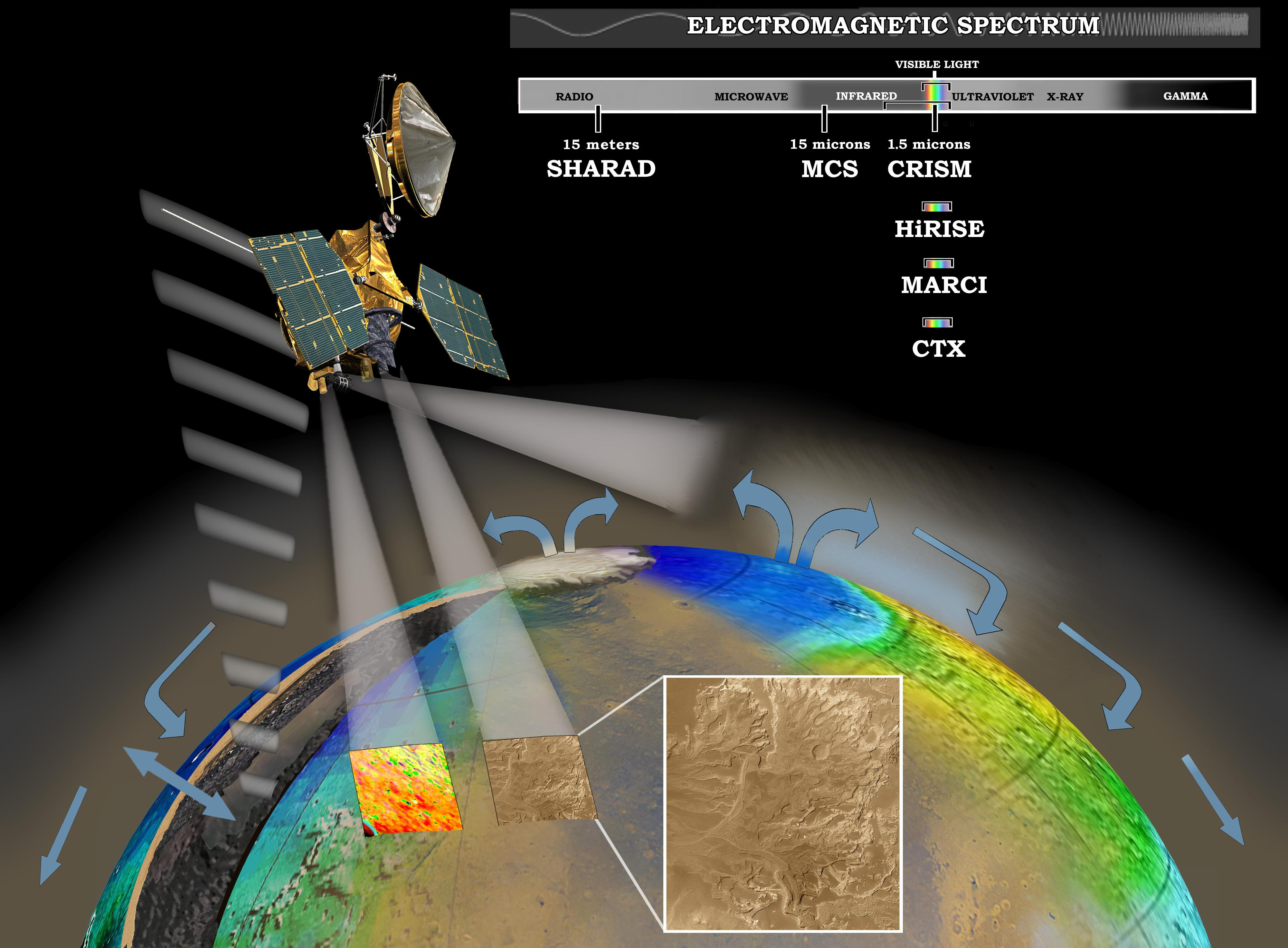
MRO儀器說明圖

火星偵察軌道器最主要的目的為尋找火星上是否有水存在的證據，並且收集火星大氣與地理的特徵。軌道器上共搭載六項科學儀器與兩項科學工具；此外，也搭載三項可以用在未來太空任務的技術實驗裝備。
- 攝影機
  - HiRISE（High Resolution Imaging Science Experiment，高解析度成像科學設備）
  - CTX （Context Camera，背景攝影機）
  - MARCI （Mars Color Imager，火星彩色成像機）
- 頻譜儀
  - CRISM （Compact Reconnaissance Imaging Spectrometer for Mars，火星專用小型偵察影像頻譜儀）
- 輻射計
  - MCS （Mars Climate Sounder，火星氣候探測器）
- 雷達
  - SHARAD （Shallow Subsurface Radar，淺地層雷達）
- 科學實驗設備
  - Gravity Field Investigation Package （重力場探測套件）
  - Atmospheric Structure Investigation Accelerometers  （大氣層結構探測加速儀）
- 新科技實驗設備
  - Electra UHF Communications and Navigation Package  （Electra超高頻通訊與導航套件）
  - Optical Navigation Camera （光學導航攝影機）
  - Ka-band Telecommunications Experiment Package （Ka頻段通訊實驗套件）

### 科學儀器

#### HiRISE（高解析度成像科學設備）

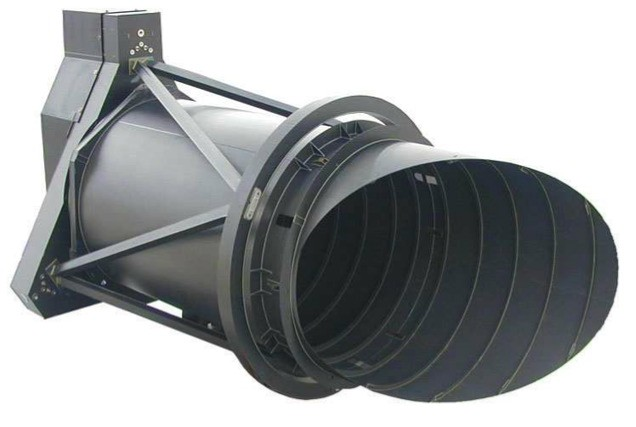
HiRISE

HiRISE攝影機包含一台0.5公尺的反射望远镜，这是深太空任务中使用过最大的望远镜。在300公里高度的轨道上，它的火星地表分辨率将可以达到0.3公尺。(Google Maps的解析度約為1公尺，一般的衛星照片可達到0.1公尺)。這台攝影機將可擷取三個彩色頻段的影像：藍-綠（400至600nm）、紅（550至850nm）與近紅外線（800至1000nm）。
紅頻段的影像可以達到20264像素寬（在300公里的高空中約可擷取6公里寬的地表影像），藍-綠與近紅外線的頻段則是4048像素寬。HiRISE上的電腦將根據軌道器的對地速度進行即時自動攝影，因此所照出來的影像在理論上是沒有高度限制的；而在實務上影像大小的限制為HiRISE電腦上的記憶體容量（約有28Gb），因此紅頻段的最大影像約為20000 × 40000像素，藍-綠與近紅外線頻段為4000 × 40000 像素。單一未壓縮影像約會佔用16.4Gb的儲存空間。
為了尋找合適的登陸地點，HiRISE亦可產生成對的立體影像，讓地形的解析度準確率達到0.25公尺。

#### CTX （背景攝影機）
CTX攝影機將會提供灰階影像（500至800nm），最高可拍攝40公里寬的影像，影像中每個像素的解析度約為8公尺。CTX主要將與其他兩個攝影裝備配合，以提供觀測地點的背景地圖。
攝影機的光學裝置包括了一台焦長350公釐的Maksutov望遠鏡以及一台5064像素寬的線性陣列CCD。攝影機上的記憶體將可容納160公里長的影像。

#### MARCI （火星彩色成像機）

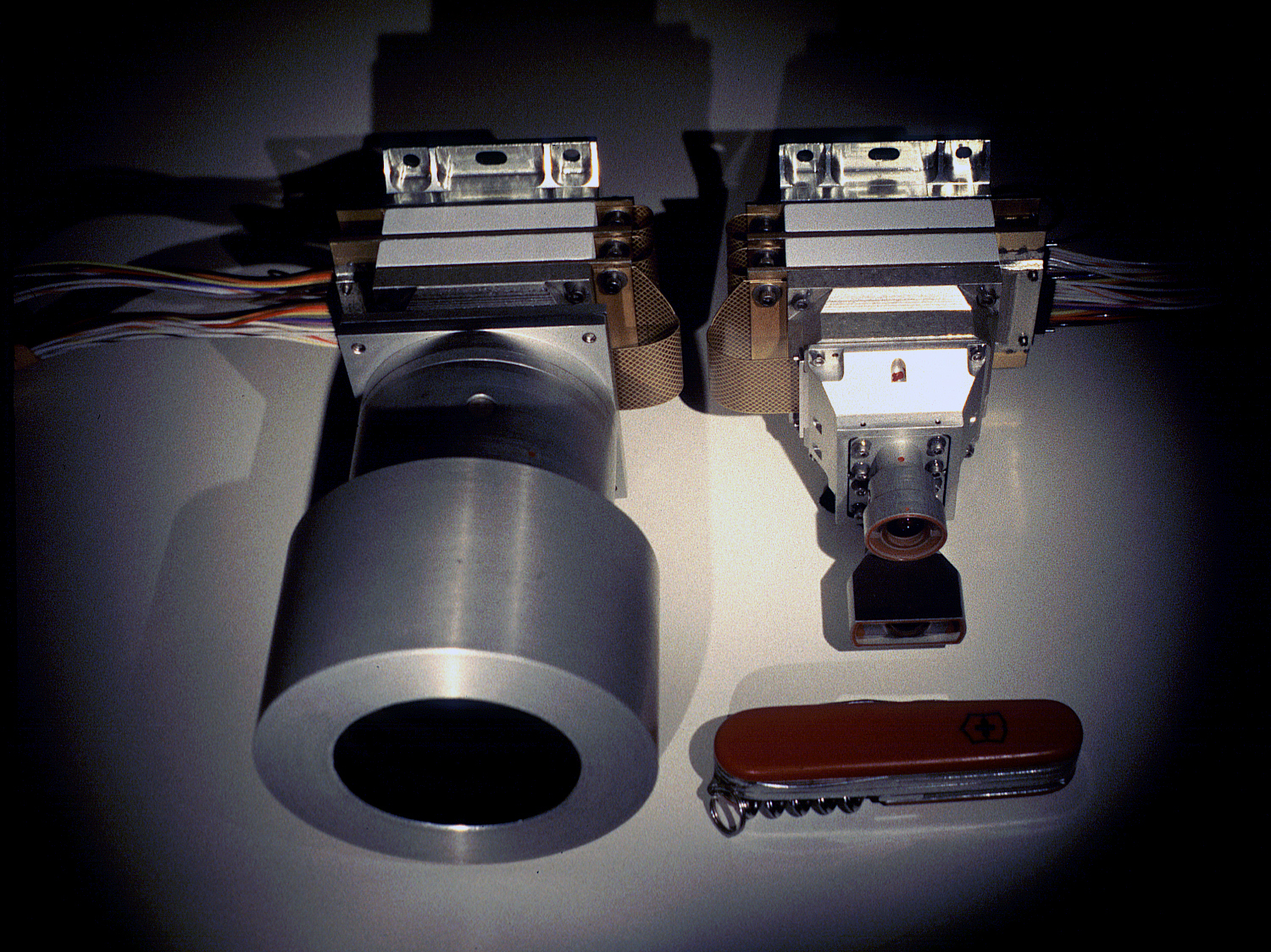
MARCI

MARCI將以五個可見光頻段與兩個紫外線頻段拍攝火星影像以組成火星全球影像，以幫助研究人員描繪火星每天、每季與每年氣候的特徵，並且為火星提供每天的天氣預報。

#### CRISM （火星專用小型偵察影像頻譜儀）

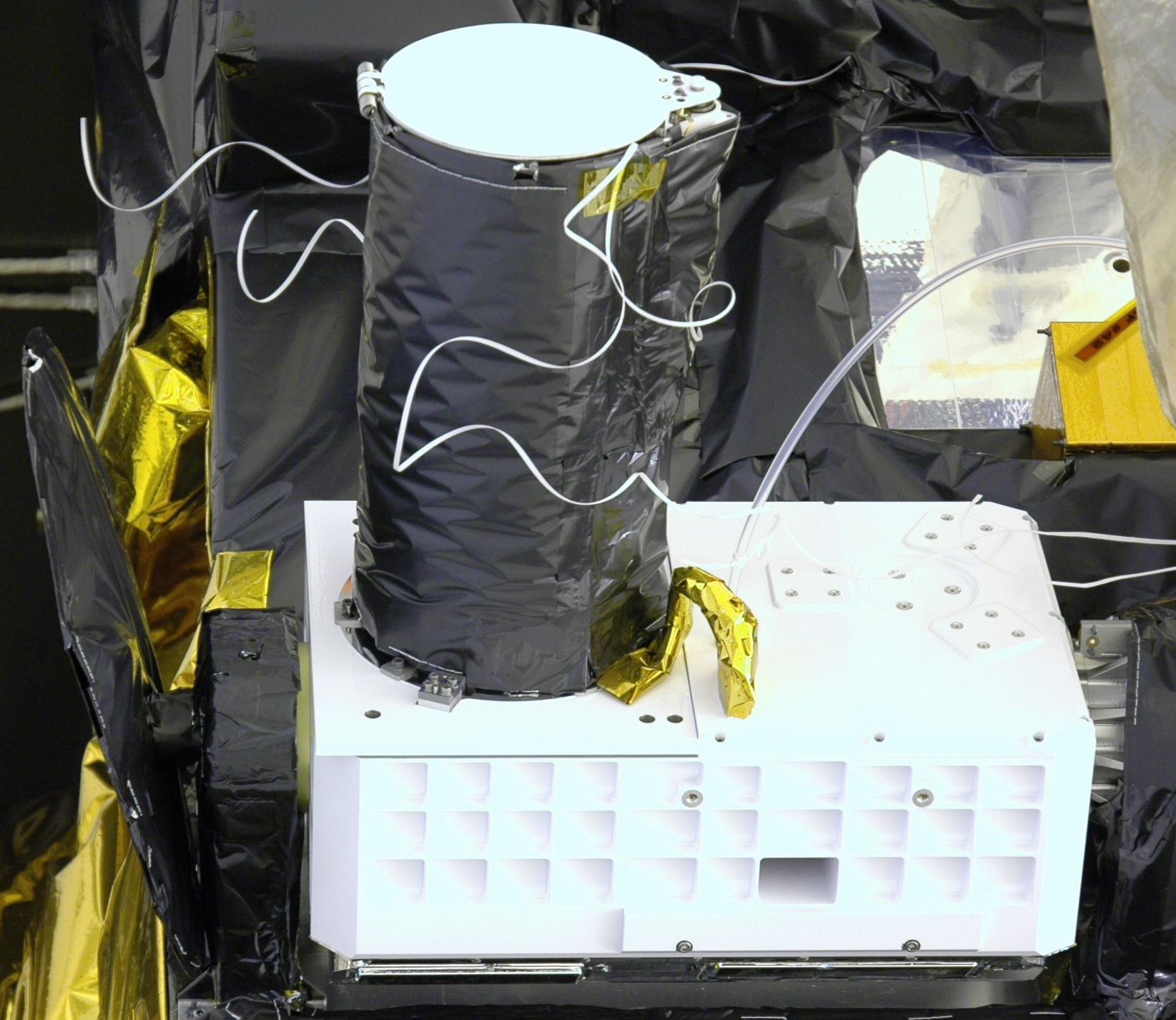
CRISM

CRISM為一個紅外線/可見光頻譜儀，提供科學家關於火星礦藏的詳細地圖。CRISM在300公里的高空中解析度約為18公尺，並且在450至4050nm的頻段工作，分析頻譜中的560頻道。

#### MCS （火星氣候探測器）
MCS為一個九個頻道的頻譜儀，一個為可見光/近紅外線，剩下八個為遠紅外線，這些頻段可以用來觀測氣溫、壓力、水蒸氣與沙塵等級。MCS將會觀測火星地平面上的大氣，並且將大氣以五公里為一單位垂直分層，針對每一層的大氣進行測量。
這些測量值將會組成火星的每日全球天氣圖，讓科學家瞭解火星天氣的基本變數：氣溫、壓力、濕度與沙塵密度。

#### SHARAD （淺地層雷達）

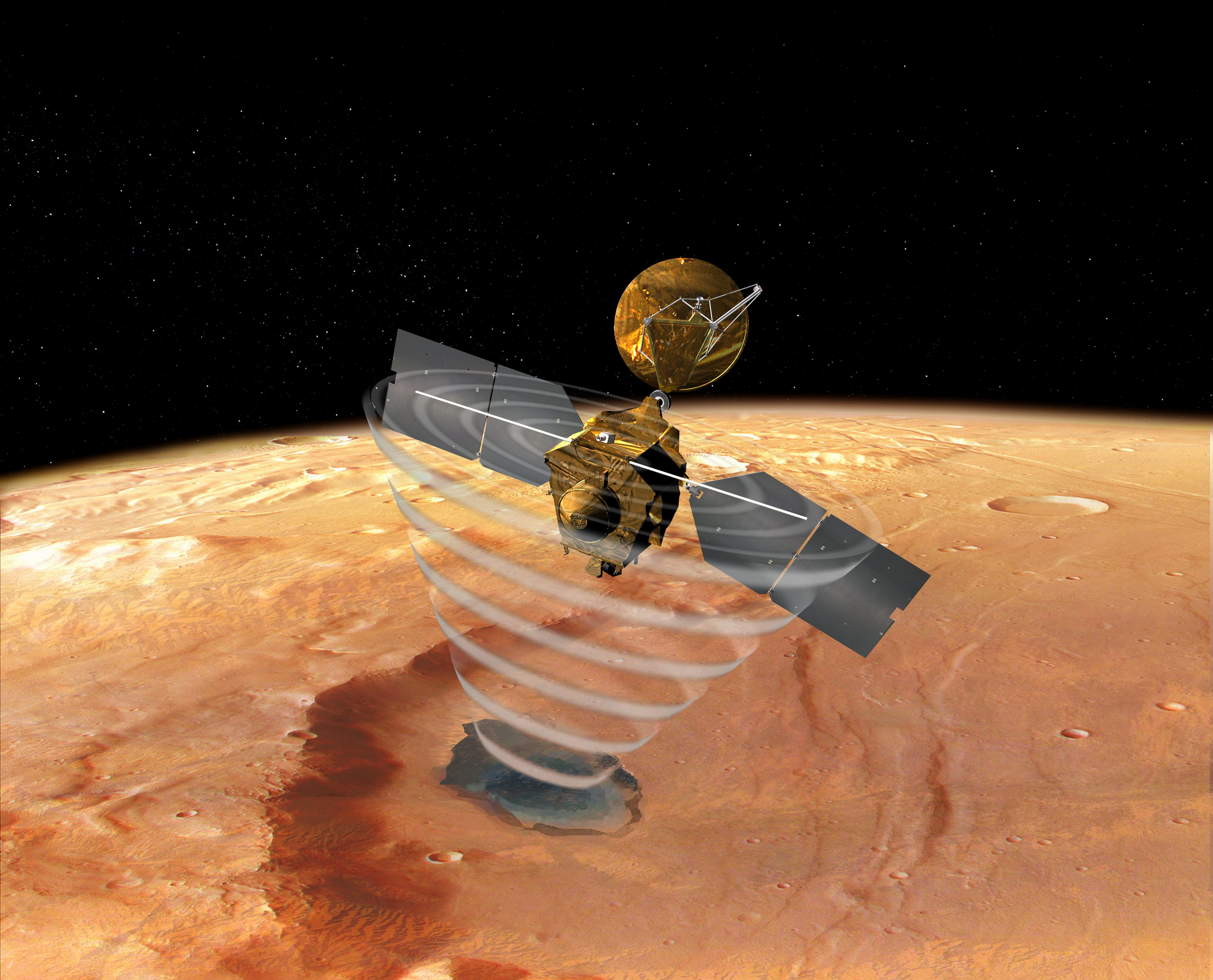
藝術家筆下的SHARAD觀測火星地表下示意圖

淺地層雷達主要為探測火星極地冰冠的內部結構，並且收集火星地層下的冰、岩石甚或是地下水的結構。淺地層雷達將會在15至25MHz的高頻無線電波工作，垂直解析度將可達到7公尺，並且探測火星地表下一公里深的地層；水平解析度為0.3公里，探測3公里寬的地表。淺地層雷達將會與火星快車號上的MARSIS雷達一起工作，因為MARSIS雷達的解析度較低，但可深入地表下較深之處。這兩個雷達均由義大利太空總署操作。

### 科學實驗設備

#### Gravity Field Investigation Package （重力場探測套件）
火星重力場的變化可以由火星偵察軌道器的速度變化推導而來，而火星偵察軌道器的速度變化可以由軌道器接收地球無線電訊號時的而得知。

#### Atmospheric Structure Investigation Accelerometers  （大氣層結構探測加速儀）
軌道器上靈敏的加速器可以用來偵測軌道器所在位置的大氣密度。這項實驗僅會在準備進入火星軌道時的空氣煞車階段，且當軌道器進入火星大氣層較密的高度時進行。

### 新科技實驗設備

#### Electra UHF Communications and Navigation Package  （Electra超高頻通訊與導航套件）
Electra為一超高頻天線，將與為未來的火星計畫進行通訊，並且幫助這些計畫的登陸器導航、登陸與定位。

#### Optical Navigation Camera （光學導航攝影機）
光學導航攝影機將會拍攝火星的兩個衛星（火衛一與火衛二）在背景星象上的移動，以精確偵測火星偵察軌道器的軌道。本任務並不是必須達成的重要任務，主要是測試該系統，讓未來的火星計畫可以更加精確的進入火星軌道與登陸火星。本設備已在2006年二月與三月成功測試完成。

## 工程設計資料

### 主結構

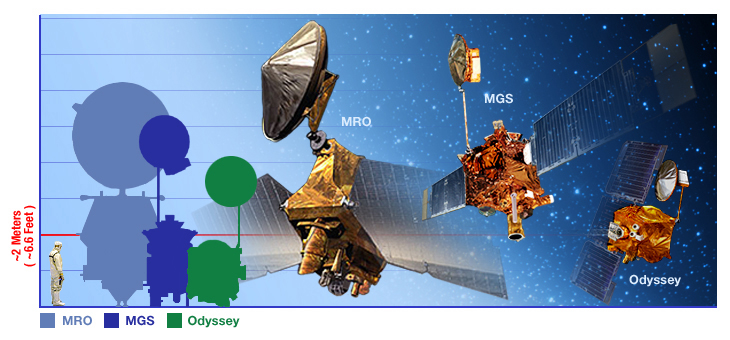
MRO和之前的火星探測器體積比較

位在丹佛的洛克希德·马丁公司負責組合整體結構與附屬的儀器，而這些儀器是在以下的地方設計與製造的：
- 位于图森的亞利桑那大學月球與行星實驗室
- 約翰斯·霍普金斯大學的應用物理實驗室
- 義大利太空總署
- 聖地牙哥的馬林太空科學系統公司
- 噴氣推進實驗室

太空船主要的結構均是由強化碳纖維化合物鋁製蜂巢結構版所組成，而鈦金屬所製造的燃料槽佔了整體結構與質量的絕大部分，並且維持了太空船的結構完整性。
- 總質量為低於2180公斤（4806磅）
- 空重（不含燃料）為低於1031公斤（2273磅）

### 動力系統

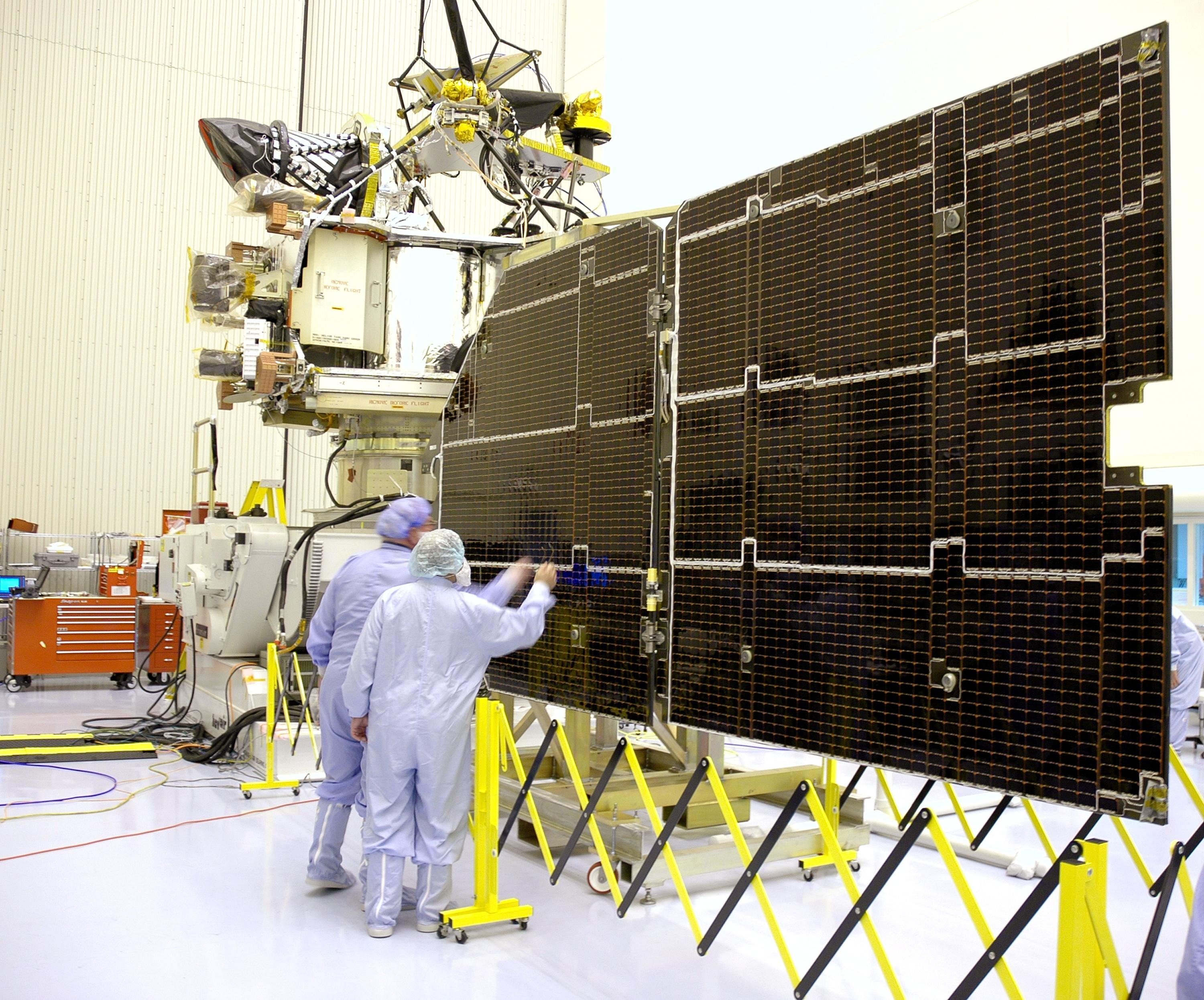
MRO的太陽能板

火星偵察軌道器的主要電力來源為兩片太陽能板，兩片太陽能板能夠獨立進行上下左右的移動。每片太陽能板的大小為5.35×2.53公尺，而在太陽能板表面共9.5平方公尺的範圍內包含了3744個光電電池。這些太陽能電池的轉換效率非常高，約可將26%的太陽能量轉換為電力，並且可以提供絕大多數儀器運作所需的32V電力。這兩片太陽能板在火星約可提供2000瓦特的電力。
除了太陽能板之外，軌道器還使用了兩個可充電式鎳氫電池，當太陽能板無法面對太陽，或是火星將太陽光遮住時便會使用電池供給電力。每個電池約可提供50安培小時的電力，但軌道器無法使用全部的電力，因電池放電時連帶的電壓也會跟著降低，當電壓低於20V時電腦便會停止工作，因此在設計上將只會使用約40%的電池電力。

### 電腦系統
軌道器的主電腦為一133MHz的RAD750處理器，這顆處理器為強化輻射防護的PowerPC處理器，可以在太陽風肆虐的深太空中提供可靠的運算處理。探測資料則是存放在20GB的快閃記憶體中，記憶體的量雖然似乎很充足，但是跟儀器所收集到的各項資料相比就不見得有多大了，比如說HiRISE的火星地表影像每張最高就可以達到28Gb。
電腦的作業系統則是VxWorks，並另外加上許多的防護與監測協定。

### 導航系統
導航系統將會在整個任務過程中提供位置、航道與高度的各項資訊。
- 16個太陽感測器（其中8個是備份）將會提供軌道器方向與太陽的相對位置資訊。
- 兩個恆星追蹤器將會提供軌道器完整的位置與高度資訊。恆星追蹤器僅是兩個普通的數位相機，自動拍攝已分類過的星空影像進行自動定位。
- 兩個慣性導航設備將提供軌道器飛行的資訊，每個慣性導航設備包括了三個加速器與三個陀螺儀。

### 通訊系統

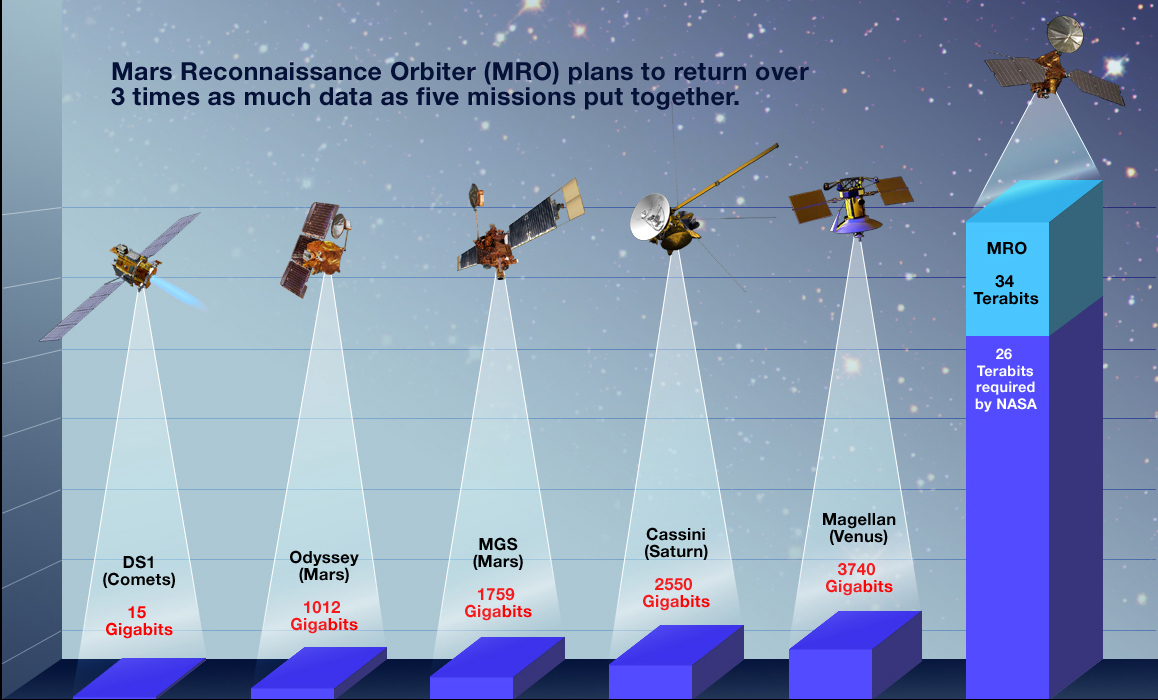
MRO和其他行星探測器每日資料傳輸量比較

通訊系統將使用大型天線，利用一般深太空所使用的頻段（X-band，8GHz）傳送資料，也將會使用可以高速傳輸的Ka-Band（32 GHz）傳送各項資料。預計從火星傳送到地球的最大傳輸速度為6Mb/s，軌道器飛到白天與夜晚的交界處傳輸速度為666.70Kb/s，約為以往火星任務的10倍。
此外，軌道器另外有兩個小型低增益天線，在緊急與特殊事件時提供低速通訊，比如說發射與進入火星軌道時。

### 推進系統
燃料槽共可容納1175公升（1187公斤重）的聯胺單推進燃料，而這些燃料的70%將會使用在進入火星軌道時。
軌道器上共有20個火箭推進器：
- 六個大型推進器，主要使用在進入火星軌道時。
- 六個中型推進器，主要提供航道校正與高度控制。
- 八個小型推進器，主要是一般作業時修正高度與航道用。

軌道器中亦包含四個動量輪，提供軌道器精準的高度控制，比如拍攝高解析度影像時，某些震動將會模糊影像。

## 发现与图片

### 冰块
根据2009年雷达的测量报告显示，火星北极地区冰盖下的冰块的体积有821,000立方千米(197,000 立方英里), 这等于地球上格陵兰岛冰块的30%。

### 撞擊坑的冰

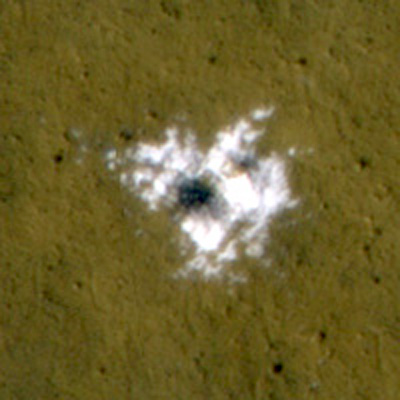
2008年1月到9月间形成的撞擊坑图片，CRISM运用光谱分析显示冰的存在

2009年9月发表的一篇科学文章揭示，在一些新的撞擊坑周围有纯净的水冰。这个事实暴光后，这些冰后来似乎逐渐随着升华而消失了。新的撞擊坑由CTX摄象机发现，CRISM后来证实冰在五个位置的存在：三个位于Cebrenia quadrangle，具体地点分别是55°34′N 150°37′E / 55.57°N 150.62°E;43°17′N 176°54′E / 43.28°N 176.9°E;和 45°00′N 164°30′E / 45°N 164.5°E。其他两处位于Diacria quadrangle: 46°42′N 176°48′E / 46.7°N 176.8°E和46°20′N 176°54′E / 46.33°N 176.9°E。

### 氯化物矿藏

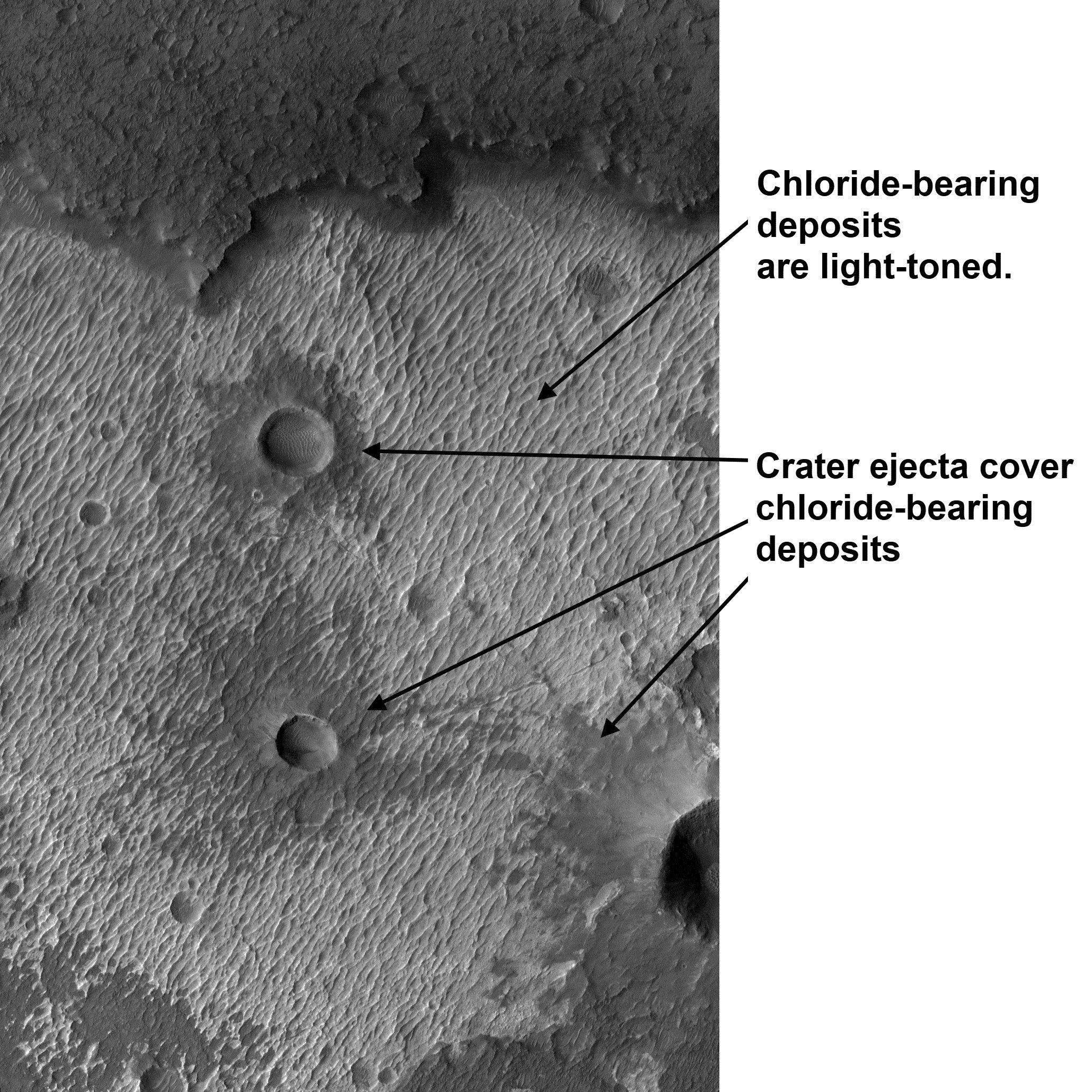
位于薩瑞南高地的氯化物

根据MRO和其他一些火星探测器的数据显示，科学家已经发现火星上分布着广泛的氯化物。这些氯化物是由富含水分的矿物蒸发形成的。其中的碳酸盐，硫酸盐，二氧化硅应该都会率先沉淀下来。而且火星车已经在火星表面上发现了硫酸盐和二氧化硅。有氯化物的地方过去可能存在着各种生命形式，因此，这是人类探索火星是否存在生命遗迹的理想地区。

### 雪崩
MRO的CTX和HiRISE摄象机已经拍摄到，在火星北极盖附近陡峭的山地发生的大量雪崩的照片。

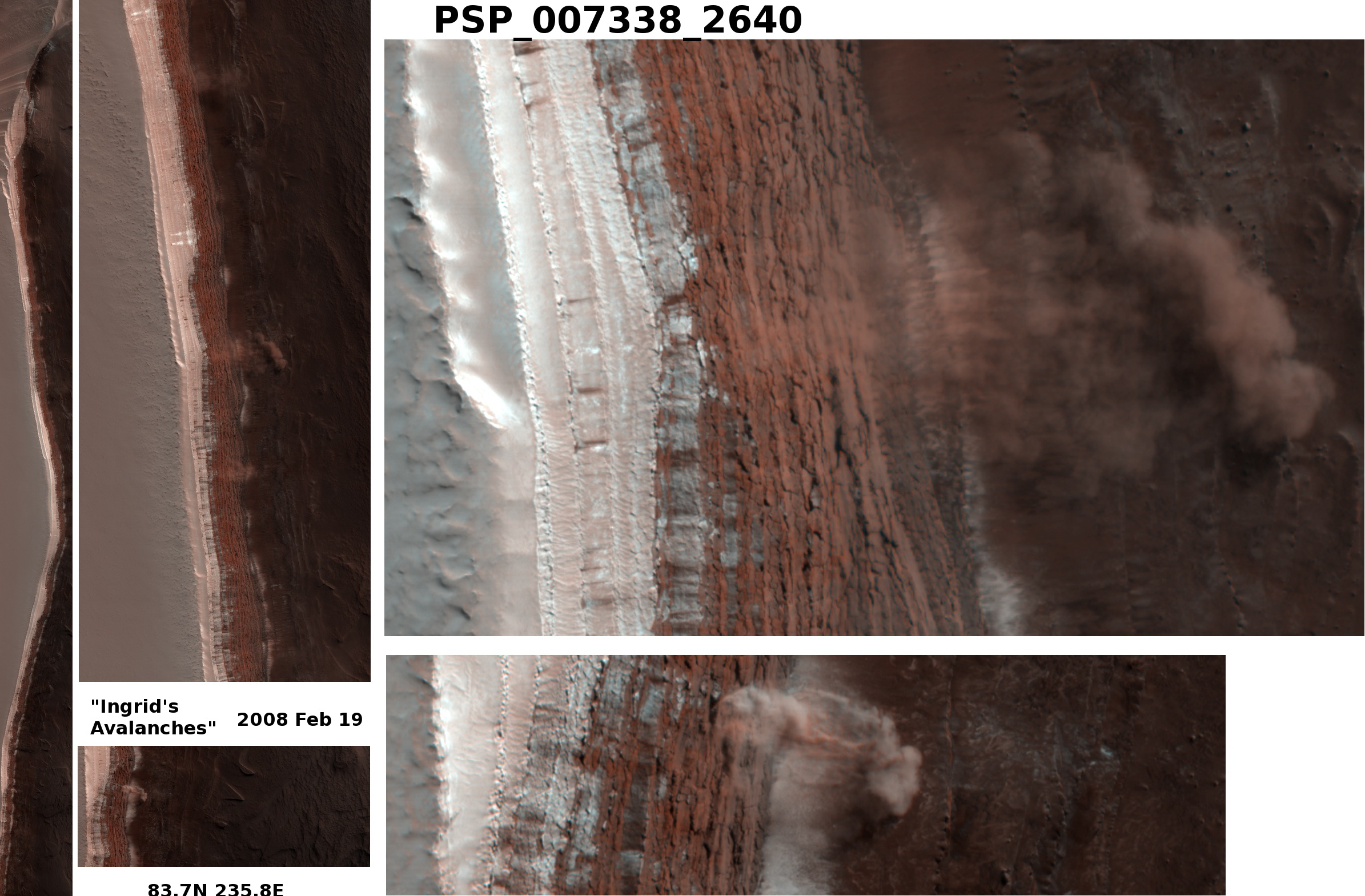
火星雪崩与剩余的残骸图(HiRISE 2008)
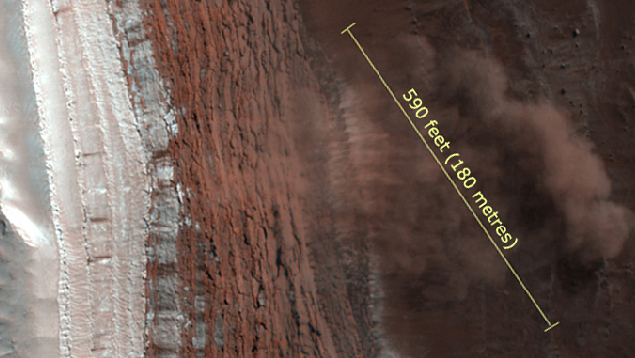
雪崩比例照片

### 其他航天器

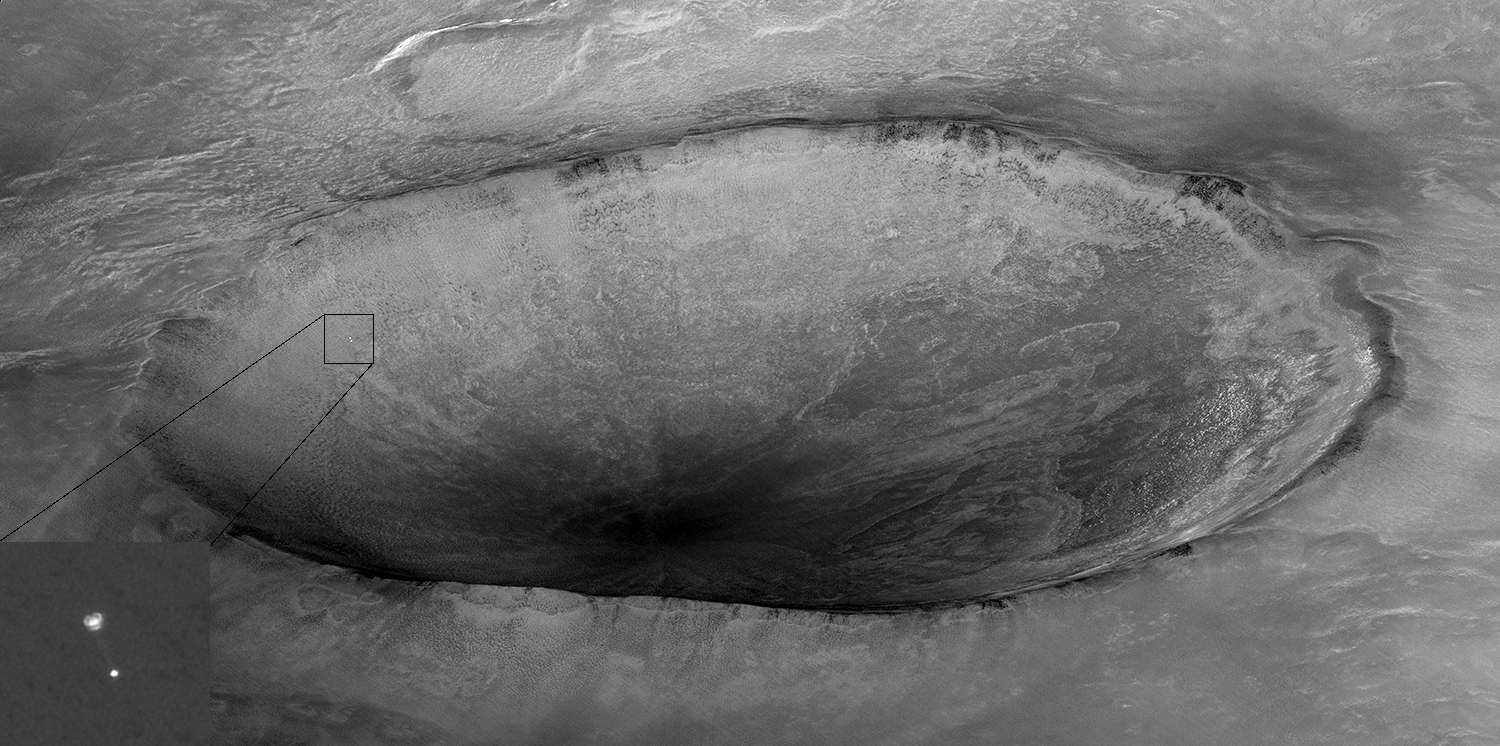
(MRO) 拍攝的凤凰号火星探测器着陆火星的图（左下角）。背景是直徑約10公里的海姆達爾撞擊坑（鳳凰號在該撞擊坑前方約20公里）。
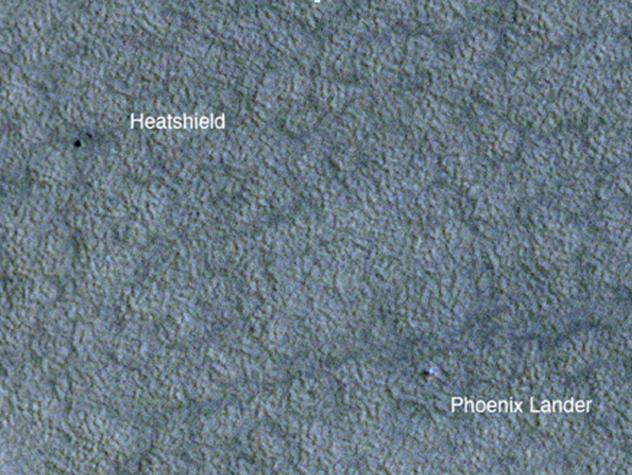
凤凰号以及它的挡热板，HiRISE拍摄。
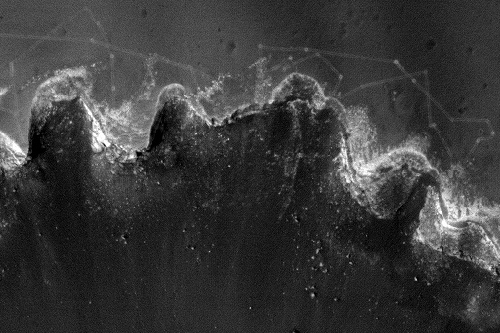
机遇号在火星上的轨迹图，HiRISE拍摄。白色是机遇号停留下来做科学观测以及转弯的痕迹。
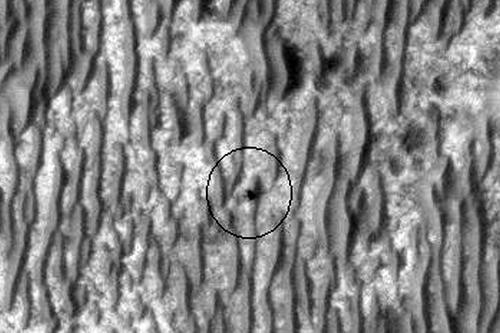
机遇号正在朝奋进坑(Endeavour Crater)行驶，大约差17公里。HiRISE拍摄于2009年1月29日。
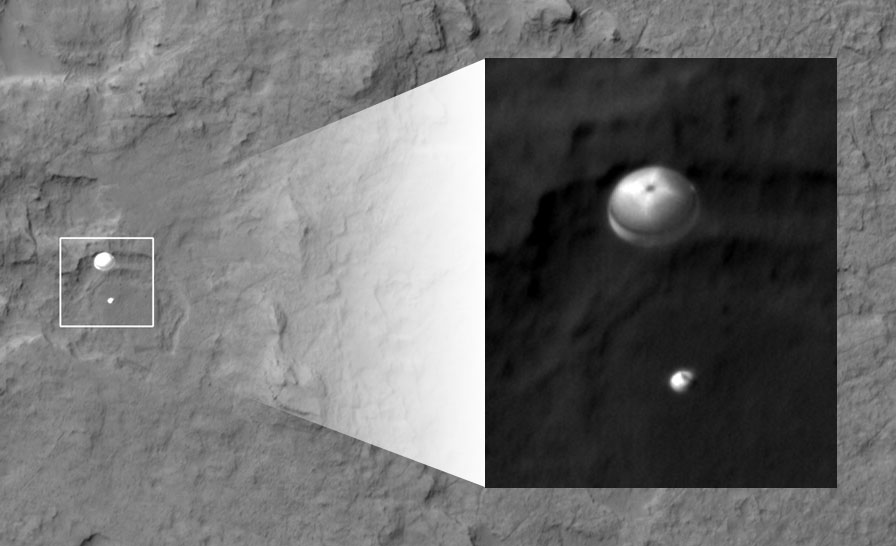
好奇號降落過程。
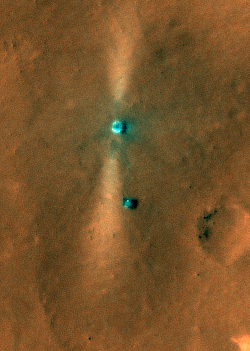
MRO在南部乌托邦平原拍摄到中国的天问一号着陆器（中上）和祝融号火星车（中下）。

### 流动的水
2011年8月4日，NASA宣布MRO侦察到火星在温暖的月份里，其表面似乎存在流动的液态水。

## 参阅
- 火星探测
- 太陽系探測器列表